# William Horne
Pour les articles homonymes, voir William Horne (martyr).
Pas d'image ? Cliquez ici

a Compétitions nationales et continentales officielles uniquement.

b Matchs officiels uniquement.
William Horne dit Willie Horne, né le 23 janvier 1922 à Barrow-in-Furness (Angleterre) et mort le 23 mars 2001 à Barrow-in-Furness (Angleterre), est un joueur anglais de rugby à XIII évoluant au poste de demi d'ouverture dans les années 1940 et 1950 et 1960. Après un essai à Oldham, il fait toute sa carrière dans sa ville natale à Barrow. Il y remporte la Challenge Cup en 1955. Il a été sélectionné à huit reprises  en sélection de Grande-Bretagne et à quatorze reprises en sélection d'Angleterre, avec cette dernière il remporte la Coupe d'Europe des nations en 1946, 1947, 1948, 1950 et 1954. Il a été introduit au Temple de la renommée du rugby à XIII britannique en 2014.

## Palmarès
- Collectif :
  - Vainqueur de la Coupe d'Europe des nations : 1946, 1947, 1948, 1950 et 1954 (Grande-Bretagne).
  - Vainqueur de la Challenge Cup : 1955 (Barrow).
  - Finaliste de la Coupe d'Europe des nations : 1952 (Grande-Bretagne).
  - Finaliste de la Challenge Cup : 1951 et 1957 (Barrow).